# Malax
Malax (Fins: Maalahti) is een gemeente in de Finse provincie West-Finland en in de Finse regio Österbotten. De gemeente heeft een landoppervlakte van 521,75 km² en telt 5.479 inwoners (2022).
Malax is een tweetalige gemeente met Zweeds als meerderheidstaal (± 90%) en Fins als minderheidstaal.